# Stenträsket (Älvsby socken, Norrbotten)
Stenträsket är en sjö i Älvsbyns kommun i Norrbotten och ingår i Piteälvens huvudavrinningsområde. Sjön har en area på 2,07 kvadratkilometer och ligger 205,9 meter över havet. Sjön avvattnas av vattendraget Bölsmanån.

## Delavrinningsområde
Stenträsket ingår i det delavrinningsområde (730967-170360) som SMHI kallar för Inloppet i Stenträsket. Medelhöjden är 218 meter över havet och ytan är 10,35 kvadratkilometer. Det finns inga avrinningsområden uppströms utan avrinningsområdet är högsta punkten. Bölsmanån som avvattnar avrinningsområdet har biflödesordning 2, vilket innebär att vattnet flödar genom totalt 2 vattendrag innan det når havet efter 96 kilometer. Avrinningsområdet består mestadels av skog (60 procent) och sankmarker (16 procent). Avrinningsområdet har 2,07 kvadratkilometer vattenytor vilket ger det en sjöprocent på 20 procent.